# 빵나무
빵나무(Breadfruit, Artocarpus altilis)는 뽕나무과 빵나무속에 속하는 속씨식물 나무의 한 종으로, 동남아시아와 대부분의 태평양 섬에 걸쳐 자란다. 이 식물의 이름은 요리된 과일의 겉모습과 더불어 막 구운 빵과 비슷한 감자 같은 맛을 내기 때문에 붙여졌다.

## 서식지

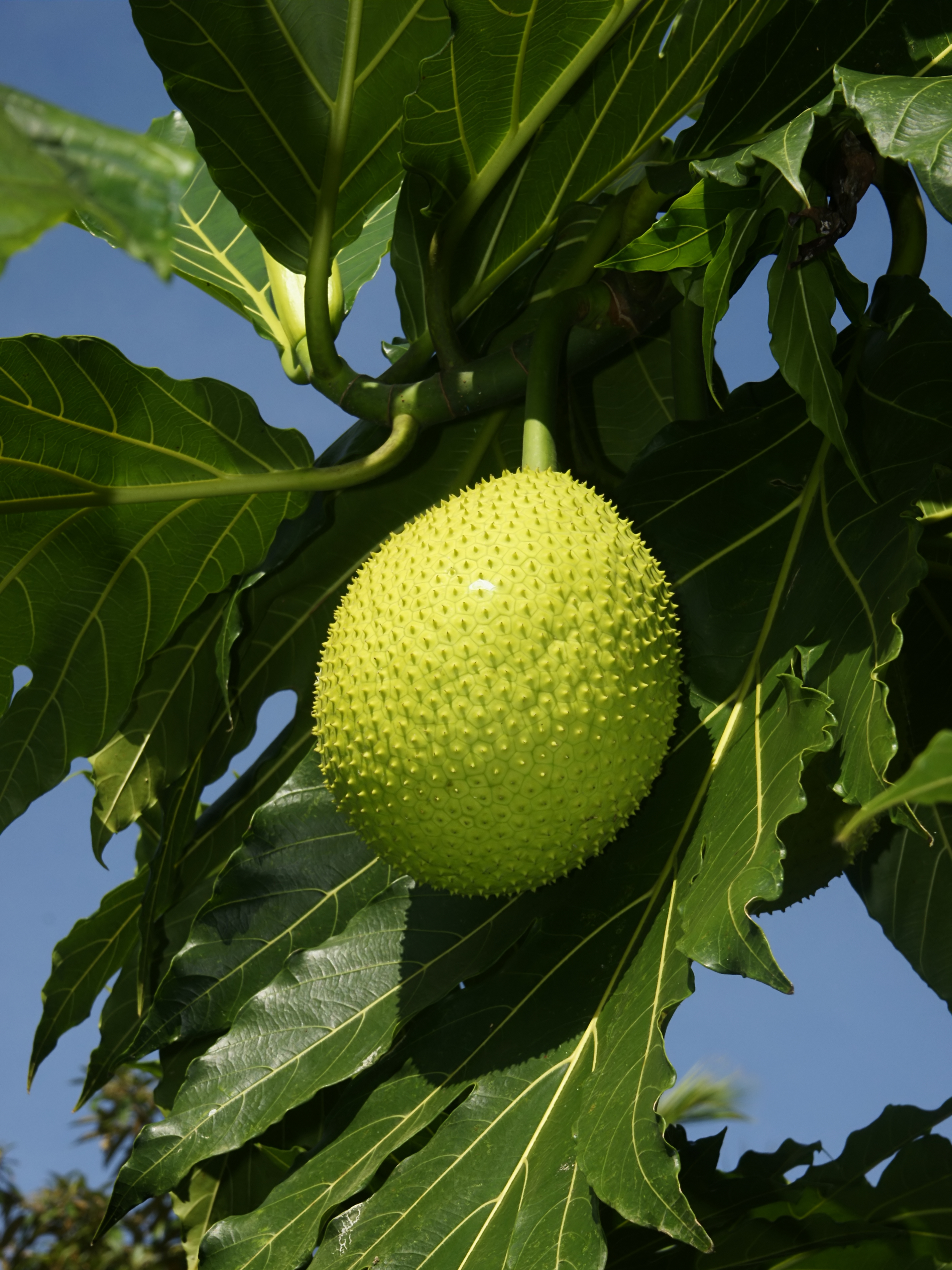
코스타리카의 빵나무

적도 저지대 종인 빵나무는 최고 650미터 고도 이하에서 가장 잘 자라지만, 1550m 고도에서도 발견된다. 선호되는 강우량은 연중 1550~3000mm이다. 선호되는 토양은 알칼리(pH of 6.1-7.4)에 속하는 모래, 사양토, 진토 등이다. 빵나무는 산호 모래나 염류 토양에서도 자란다.

## 같이 보기
- 잭프루트